# Ormosia staegeriana
Ormosia staegeriana är en tvåvingeart som beskrevs av Alexander 1953. Ormosia staegeriana ingår i släktet Ormosia och familjen småharkrankar. Arten är reproducerande i Sverige. Inga underarter finns listade i Catalogue of Life.